# NGC 2250
NGC 2250 est un amas ouvert situé dans la constellation de la Licorne. Il a été découvert par l'astronome britannique John Herschel en 1830.
Selon la classification des amas ouverts de Robert Trumpler, cet amas renferme moins de 50 étoiles (lettre p) dont la concentration est faible (IV) et dont les magnitudes se répartissent sur un intervalle moyen (le chiffre 2).